# Калмицька автономна область
Калмицька автономна область — адміністративно-територіальна одиниця РРФСР у в 1920–1935 та 1957–1958 роках.
Столиця — Астрахань (до 1928 року), потім Еліста.

## Історія

### Утворення області
У березні 1917 року калмики утворили Центральний комітет з управління калмицьким народом, який у листопаді того ж року був перетворений на Калмицький військовий уряд. На противагу цьому урядові, збройні формування якого билися проти більшовиків, 10 липня 1919 Рада Народних Комісарів РРФСР затвердила текст заклику до трудового калмицького народу, підписаного В. І. Леніним. Відозва гарантувала калмицькому народу недоторканність його прав на рівність з усіма народами Радянської Росії.
З 2 по 9 липня 1920 в Чилгірі пройшов Перший загальнокалмицький з'їзд Рад. З'їзд одноголосно затвердив текст «Декларації прав трудового калмицького народу», який був підготовлений групою комуністів і представлений з'їзду А. Амур-Сананом . «Декларація» проголошувала об'єднання всіх розрізнених частин калмицького народу в одну адміністративно-господарську одиницю — Автономну область калмицького трудового народу у складі РРФСР.
Постанова ЦК РКП(б) від 14 жовтня 1920 «Про завдання РКП(б) в місцевостях, населених східними народами», визнало за необхідне створити автономію для тих східних народностей, які ще не мали автономних установ, насамперед для калмиків і бурят-монголів, 2 листопада 1920 Раднарком РРФСР прийняв Постанову про надання автономії калмицькому народу. 4 листопада 1920 була прийнята спільна постанова ВЦВК і РНК РРФСР, опублікована за підписами М. І. Калініна і В. І. Леніна, про утворення Автономної області калмицького народу.

### Адміністративно-територіальні зміни

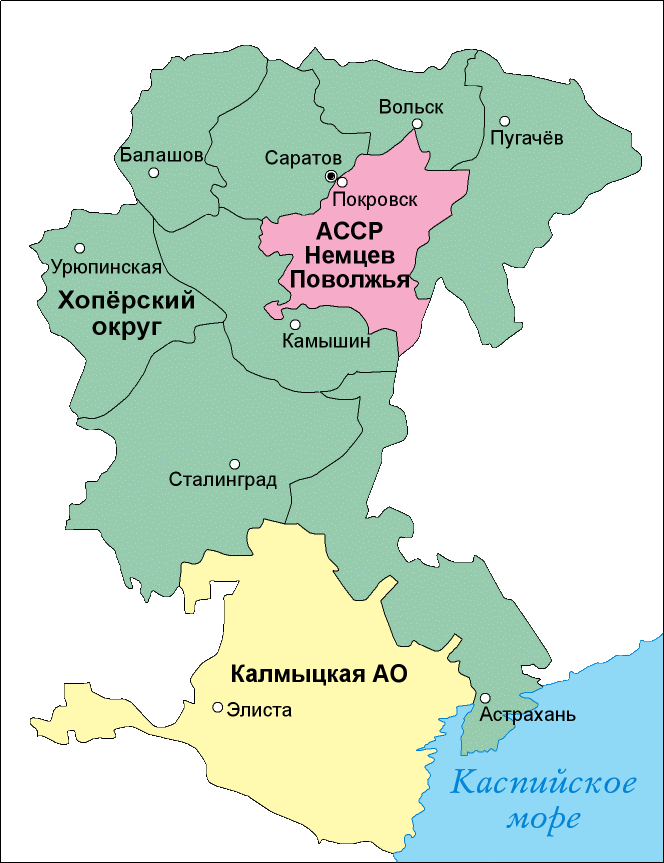
Калмицька АО у складі Нижньо-Волзького краю

До складу автономної області, згідно з цією постановою, включалися: з Астраханської губернії — улуси Багацохуровський, Ікіцохуровський, Хошеутовський, Харахусовський, Еркетеневський, Малодербетовський (за винятком аймаків Червленський і Північний, які включилися в Чорноярський повіт), Яндики-Мочажний, Маницький і улус Коломацький Базар, всі волості і станиці Чорноярського повіту Царицинської губернії, що лежали на південь від Абганеровської і Аксайської волостей: Садова, Обильна, Кисельова, Завітна, Торгова, Валуєвка, Ремонтна, Хрести, Кормова, Приютне, Еліста, Булган, Керюльта і Уланське; з Ставропольської губернії — Большедербетовський улус за винятком Яшалтинської волості і селища Князь-Михайлівського; з Донської області — частина території Сальського округу, що зв'язувала Большедербетовський улус з основною територією Калмицькій області та розташована між губернськими межами Ставропольської і Астраханської губерній і паралельно 46°30 Пулковського меридіана, так званий Донський трикутник; з Терської області — Кумський аймак.
За клопотанням Калмицького ЦВК 14 лютого 1923 року постановою ВЦВК адміністративно-територіальний устрій Калмицької автономії було затверджено у складі 8 улусів (Большедербетовського, Ікіцохуровський, Калмицько-Базаринський, Малодербетовський, Маницький, Багацохуровський, Хошеутовський, Еркетеневський), Ремонтненського повіту, 41 аймаку і 5 волостей: Киселевської, Заветненської, Ремонтненської, Елістинської і Кормовської. Утворення у складі Калмицької області Ремонтненського повіту повинно було впорядкувати структуру землекористування. Повіт з населенням 49524 чоловік охоплював територію площею 650692 дес. В основному це були землі, якими населення сіл Ремонтненском повіту було наділене на момент свого утворення. Тому воно продовжувало користуватися усіма носіями, орендними та іншими ділянками землі, що перебували поза межами повіту, наприклад, у сусідній Донській області. Це ускладнювало національно-земельні відносини.
Наприкінці 1922 Колмицький ЦВК вирішив передати Елістинську волость з Маницького улуса Ремонтненському повіту. Проте це не спростило національні відносини. Спочатку передбачалася передача Ремонтненському повіту частини території Сальського округу Донської області, проте у підсумку було прийнято рішення про передачу повіту Сальському округу. Проте повіт було передано частково: 25 травня 1925 Президія ВЦВК ухвалила Ремонтненський повіт Калмицької області включити до складу Сальського округу Північно-Кавказького краю, за винятком сіл Троїцьке (Булгун), Еліста, Вознесенівка (Керюльта), Біслюрта, Приютне, Садове, Уманцева, хутір Толочкова.
Трохи раніше в тому ж 1925 кордони області вже змінювалися: Німецько-Хагинська і Есто-Хагинська волості Ставропольської губернії були включені до складу Большедербетовського улусу Калмикії в січні 1925, а Яшалтинська волость — в березні 1925.
У 1930, була проведена важлива адміністративно-територіальна реформа. «З метою подолання улусізма і родовізма» були скасовані улуси, що існували і утворено 5 нових улусів (районів) — Центральний, Сарпинський, Приволзький, Приморський і Західний.
У 1934 Постановою Президії ВЦВК був утворений Чорноземельський улус з центром у селі Яшкуль шляхом виділення його з Центрального улусу.
20 жовтня 1935 року Калмицька автономна область перетворена в Калмицьку АРСР (скасовану у 1943 році в ході депортації калмиків).

### Повоєнний період
Повторне утворення Калмицької автономної області пов'язано з репатріацією калмицького народу. 24 листопада 1956 Президією ЦК КПРС було прийнято постанову «Про відновлення національних автономій калмицького, карачаївського, чеченського й інгушського народів». 9 січня 1957 було прийнято Указ Президії Верховної Ради РРФСР «Про утворення Калмицької автономномної області у складі Ставропольського краю». 12 січня 1957 Указом Президії Верховної Ради РРФСР «Про адміністративний склад Калмицького автономного області» Калмицька автономна область відновлювалася у складі 10 районів — Західного, Яшалтинського, Приютненського, Сарпинського, Приозерний, Цілинного, Каспійського, Яшкульского Юстинського, Чорноземельського з центром у місті Еліста.
25 січня 1957 виходить наказ МВС СРСР «Про дозвіл проживання та прописки калмикам, балкарцям, карачаєвцям, чеченцям, інгушам та членам їх сімей в місцях, звідки вони були вислані».
11 лютого 1957 Верховна Рада СРСР затвердила утворення Калмицької АО, внісши відповідну поправку в ст. 22 Конституції СРСР.
25 грудня 1958 Калмицька АО була виведена зі складу Ставропольського краю і перетворена в Калмицьку АРСР. До 1 серпня 1958 року в Калмикію повернулося 64977 осіб.

## Населення
За переписом 1920 року, на території області проживало 126256 осіб, у тому числі сільського населення — 124 501, −1655 осіб міського. При цьому переважна кількість населення становили калмики — 84 950 осіб, росіян, за переписом, вважалося 40034 осіб, решта — українці, татари, киргизи тощо.
За переписом 1926 року:
- калмики — 75,6%,
- росіяни — 10,7%,
- українці — 10,3%,
- німці — 1,8%.